# 171 (číslo)
Sto sedmdesát jedna je přirozené číslo, které následuje po čísle sto sedmdedesát a předchází číslu sto sedmdesát dva. Římskými číslicemi se zapisuje CLXXI.

## Chemie
- 171 je nukleonové číslo čtvrtého nejběžnějšího izotopu ytterbia.[1]

## Matematika
- deficientní číslo
- trojúhelníkové číslo
- palindromické číslo

## Doprava
- Silnice II/171 je česká silnice II. třídy vedoucí na trase Janovice nad Úhlavou – Strážov – Běšiny – Petrovice u Sušice – Sušice – Strašín – Vacov – Čkyně[2]

## Astronomie
- 171 Ophelia je planetka hlavního pásu.

## Roky
- 171
- 171 př. n. l.